# Ceccarius
Ceccarius, all'anagrafe Giuseppe Ceccarelli (Roma, 26 gennaio 1889 – Roma, 17 febbraio 1972), è stato un giornalista italiano.
Importante studioso della cultura e delle tradizioni popolari romane, fu uno dei fondatori del  Gruppo dei Romanisti.

## Biografia

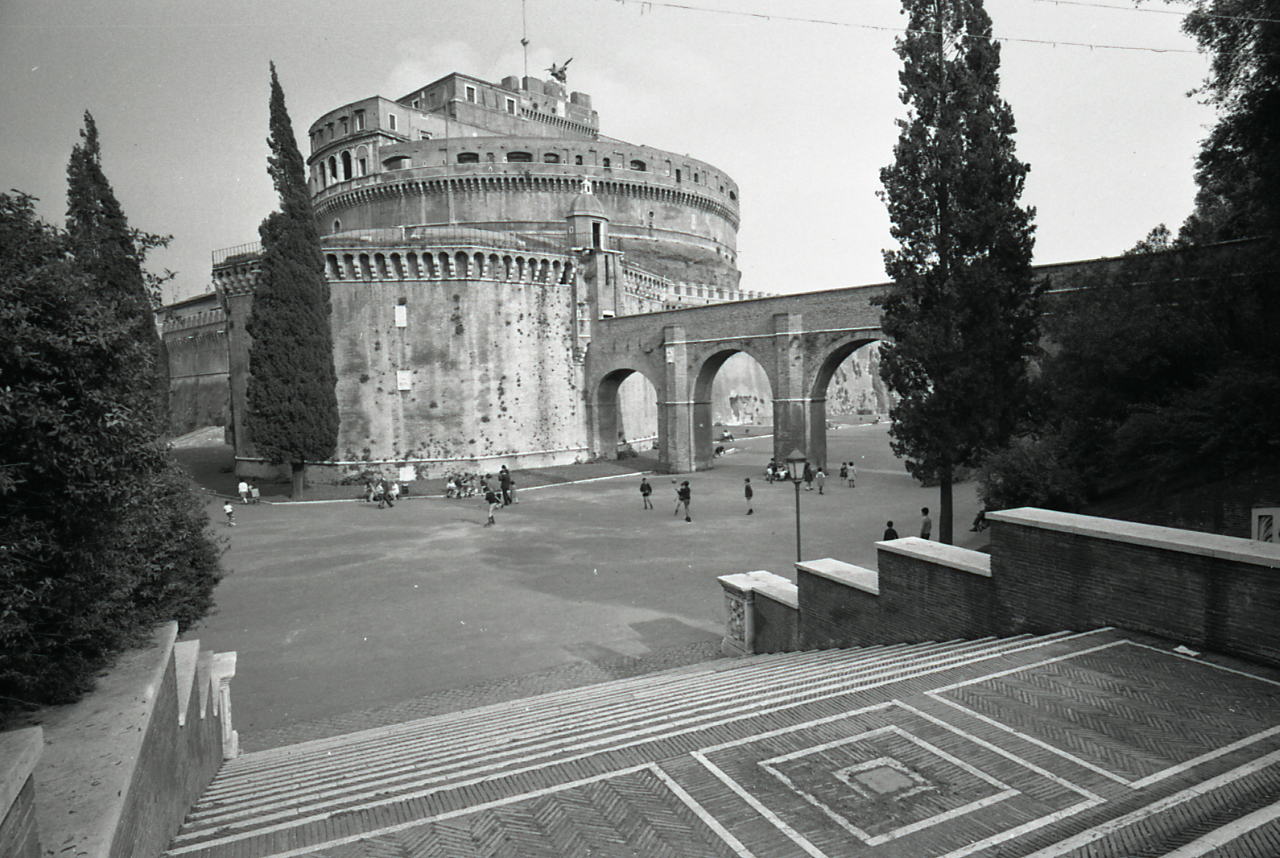
Castel Sant'Angelo nel 1966

Nato a Roma nel 1889, direttore della rivista L'Urbe, amico e collaboratore di Giuseppe Bottai, governatore di Roma e ministro dell'educazione nazionale, Ceccarelli, con lo pseudonimo di Ceccarius, pubblicò una lunga serie di articoli sulla storia, le tradizioni, il costume e gli avvenimenti culturali della sua città sui quotidiani Il Tempo, La Tribuna e numerose riviste: Capitolium, L'Illustrazione italiana, Nuova Antologia, Strenna dei Romanisti, Studi romani, L'Urbe.
Fu autore, tra le altre opere, di un'importante Bibliografia romana.
Dal 1958 al 1970, quando si dimise per ragioni di salute, fu socio del Rotary Club di Roma. Per l'attività svolta e i suoi contributi fu nominato, all'unanimità, socio onorario.
Morì nella città natale, a ottantadue anni, nel 1972. Il Ministero della Pubblica Istruzione, nello stesso anno, ha acquistato e donato alla Biblioteca nazionale centrale di Roma la sua biblioteca e l'archivio con importanti documenti riguardanti la cultura della capitale nell'Ottocento e Novecento.
Alla sua memoria è intitolata una strada dei giardini di Castel Sant'Angelo, nel rione Borgo.

## Pubblicazioni (selezione)
- Il marchese del Grillo, Albano Laziale, Fratelli Strini, 1928
- Osterie romane, prefazione di Giuseppe Bottai, Milano, Ceschina, 1937
- Bibliografia romana, pubblicata:

per gli anni dal 1942 al 1948, in appendice alla Strenna dei Romanisti
cinque volumi, dal 1949 al 1953, edizione: Roma, Staderini
tre volumi, dal 1954 al 1956-57, edizione: Roma, Istituto di Studi Romani
- Collezione Grandi famiglie romane, Roma, Istituto di Studi Romani:

I Sacchetti, 1946
I Braschi, 1949
I Massimo, 1954
- Letture romane. Antologia di curiosità, personaggi e avvenimenti della città, Roma, Fratelli Palombi, 1989. ISBN 88-7621-848-3